# Kyosuke Takei
Pour les articles homonymes, voir Takei.
Kyosuke Takei (武井 亨介, Take'i Kyosuke, né le 6 novembre 1978 à Noda) est un coureur cycliste japonais. Il participe à des compétitions sur route, en VTT ainsi qu'en cyclo-cross.

## Palmarès sur route

### Par années
- 2013
  - 3e étape du Tour of Friendship
  - 3e du Tour of Friendship
- 2014
  - 1re étape du Tour de l'Ijen
  - 2e du Tour of Friendship
- 2015
  - 1re (contre-la-montre), 3e et 4e étapes du Tour of Friendship
  - 2e du Tour of Friendship
- 2016
  - Tour de Bintan :
    - Classement général
    - 1re étape

  - 2e étape de la Joe Martin Stage Race National Race
  - 3e de la Joe Martin Stage Race National Race

### Classements mondiaux
| Année         | 2014 |
| ------------- | ---- |
| UCI Asia Tour | 249e |

## Palmarès en VTT

### Championnats d'Asie
- Lubuklinggau 2014
  -  Médaillé de bronze du cross-country

### Championnats du Japon
- 2006
  - 3e du championnat du Japon de cross-country
- 2009
  - 3e du championnat du Japon de cross-country
- 2014
  -  Champion du Japon de cross-country
- 2015
  - 2e du championnat du Japon de cross-country